# Minaçu
Minaçu é um município brasileiro situado na região Centro-Oeste do país, no Estado de Goiás, na Mesorregião do Norte Goiano e Microrregião de Porangatu, possuindo uma área de 2.854,137 km² e uma população de 27.075 habitantes de acordo com o último senso do IBGE, realizado em 2022. Está situado à 471 km de sua capital estadual Goiânia e à 370 km de Brasília.
Foi emancipado em 1976, e possui uma economia pujante, se destacando na geração de energia elétrica, abrigando duas dentre as maiores usinas hidrelétricas do estado de Goiás: a Usina Hidrelétrica de Serra da Mesa e a Usina Hidrelétrica de Cana Brava, além de possuir um grande polo de produção mineral de Amianto Crisotila e Metais de Terras Raras bem como uma Agricultura, Pecuária e Piscicultura em ascensão.

## História

### Primeiros Povos
A área onde está situado o município de Minaçu era habitada pela tribo indígena dos Avás-Canoeiros, no período que antecedeu a chegada dos primeiros Bandeirantes á antiga Capitânia de Goiás, quando foram vistos pela primeira vez nas matas de galeria das margens nas cabeceiras do Rio Maranhão em seu alto curso, isto é, na Sub-Bacia do Alto Tocantins.
Os indígenas Avá-Canoeiro eram conhecidos por negar terminantemente qualquer contato pacífico com os colonizadores, o que acarretou em sua quase extinção após o contato hostil com os primeiros povoadores de língua lusófona, que possuindo aparato bélico responderam destruindo aldeias inteiras no século XX, como no massacre ocorrido na região da Mata do Café, na década de 1960, que deixou poucos sobreviventes que passaram a perambular por anos, escondendo-se em grutas e outros tipos de refúgio de difícil acesso.
O diminuto grupo que sobreviveu na região do Rio Maranhão, em 1983 teve seu direito de posse reconhecido com a demarcação da Terra Indígena Avá-Canoeiro, situada entre os municípios de Minaçu e Colinas do Sul. A área foi identificada em 1985, interditada em 1994, demarcada em 1996 e declarada como de posse permanente pelo Ministério da Justiça em 1999, com cerca de 38.000 hectares.
Atualmente o grupo vive em casa própria junto ao antigo Posto Indígena fundado pela FUNAI no Córrego Pirapitinga.

### Ocupação
A ocupação da área onde está situado o município de Minaçu teve início com a migração de pecuaristas para a região, no final da década de 1950. Os pioneiros instalaram-se na região do Rio Bonito, utilizando a área para a formação de fazendas.
Nesse período o vaqueiro José Cirqueira, empregado de Pedro Coelho de Souza Barros, teve sua atenção despertada por um fragmento de rocha esverdeada com saliências que pareciam escamas. Percebeu-se que essas rochas eram abundantes na região denominada Cana Brava, e um dos proprietários dessas terras, Darcy Lopes Martins, interessou-se pelo achado e resolveu estimar seu valor.
Em certa oportunidade, ao encontrar-se com José Porfírio de Souza, procedente de Trombas, na época distrito do município de Formoso, teve acesso à rocha e a levou para ser examinada pelo comerciante de minério Pedro Paraná que levou o fragmento para São Paulo, onde se fez a análise em laboratório.
Ao retornar de São Paulo em 1962, o referido comerciante veio acompanhado pelo Geólogo Dr. Joseph Paul Milewski, gerente de uma empresa franco-brasileira chamada Sama, pertencente na época ao Grupo Saint Gobain, dedicada à exploração de amianto crisotila, que posteriormente veio á adquirir a área que corresponde hoje a uma das maiores jazidas de amianto crisotila do mundo.
Com o passar do tempo, outros migrantes foram se estabelecendo na região, inclusive Benjamin Tavares da Silva, o primeiro comerciante daquela localidade, sucedido por Carolino Fernandes de Carvalho, popularmente conhecido como "Reis", proprietário da primeira farmácia do patrimônio.

### Fundação e Emancipação
Porém, até então, não havia sido estabelecido oficialmente um povoado, o que fez com que Jeová Seabra Campos, Darcy Lopes Martins e Pedro Coelho de Souza Barros doassem partes de suas propriedades para formação do "Patrimônio do Beja", que carregava o apelido de Benjamin Tavares da Silva.
Com o projeto de implantação da Mineradora Sama na região chamada Serra de Cana Brava cada vez mais consolidado, o comerciante Carolino Fernandes de Carvalho teve a ideia de renomear o povoado de "Patrimônio do Beja" para "Minaçu", que seria a junção da palavra da língua portuguesa "Mina" com a palavra tupi-guarani "Açu" que formava a palavra "Mina Grande".
No ano de 1965 a mineradora Sama obteve a autorização de pesquisa, e em 1967 recebeu do Departamento Nacional de Produção Mineral o decreto de lavra e, nesse mesmo ano, instalou uma usina piloto.
Até então, não havia muitos moradores no patrimônio, mas entre 1965 e 1968 já se verificava a instalação de inúmeros estabelecimentos comerciais, prédios públicos e algumas unidades industriais, o que consequentemente causou expressiva migração para Minaçu.
Em 1969 os padres Pedro e Miguel edificaram a primeira igreja do patrimônio, com paredes de madeira roliça e telhado de palha de buriti.
No ano de 1975, com a entrada em vigor da lei estadual nº 8.027 de 01/12/1975 Minaçu foi elevado a categoria de distrito de Uruaçu.
Já em 14 de maio de 1976, com a entrada em vigor da Lei Estadual nº 8.085 de 14/05/1976 Minaçu foi elevado a categoria de município, tendo seu território delimitado e desmembrado do município de Uruaçu.
Com a lei estadual nº 10.437 de 19/01/1988, foi criado o Distrito de Cana Brava, subdivisão do município de Minaçu, afastado 20 km da sede municipal.

## Geografia

### Clima
O município de Minaçu possui condições climáticas características do clima subtropical, onde possuem dois períodos, cujas medidas térmicas são bem distintas, temperatura quente na primavera e no verão e no outono e inverno redução dos totais pluviométricos e uma pequena queda térmica, passando de quatro a cinco meses secos.
As chuvas são geralmente concentradas no verão prolongado, de outubro a abril. A temperatura média anual é de 26,6°C (2003) e com índice de precipitação  variando entre 1500 mm e 1900 mm por ano.

### Solos
No município de Minaçu se encontram cincos classes de solos: argissolos vermelhos, cambissolos, chernossolos argilúvicos, latossolos vermelhos e neossolos litólicos. O argissolos vermelhos são distróficos, com textura média e argilosa em relevos suave. Ondulado e forte ondulado. Os cambissolos apresentam textura média, são distróficos e estão em relevo ondulado.
Os latossolos vermelhos apresentam horizonte moderado, textura argilosa e média, desenvolvido em relevo plano e suave ondulado. Os Chernossolos possuem espessura de pequena a mediana, e cor escurecida em função da grande concentração de matéria orgânica no horizonte, além de boa fertilidade e significativa concentração de argila, encontram-se em relevos forte ondulado e é do tipo argilúvico.
Os neossolos litólicos são identificados, predominantemente em áreas declivosas, geralmente encontrados nas bordas do braquianticlinal, relevos dobrados e altamente dissecados. São solos rasos com alto teor de minerais, apresentam textura de média a arenosa.

### Recursos Minerais
O subsolo de Minaçu é rico em minérios como o amianto crisotila, composto mineral de terras raras, berilo, calcário, cassiterita, chumbo, cianita, estanho, grafita, ilmenita, mica, muscovita, níquel, tântalo, titânio, rutilo, wolframita e zinco.

### Relevo
A geomorfologia do município é composta por quatro tipologias distintas de relevo. A superfície regional de aplainamento com cotas entre 400m e 500m de altitude, estão associadas a morros e colinas com hogbacks. Entre estes compartimentos ocorrem morros e colinas com braquianticlinais com forte controle estrutural. Possuem sistemas de drenagem, onde exibem padrões de dissecação médio e presença de pequenas faixas aluviais e mantos laterizados.
Os relevos de morros e colinas são remanescentes de litológicos mais resistentes à erosão, que foram preservados à medida que uma superfície regional de aplainamento evolui com tendência recuante, muitas vezes, com um forte controle estrutural (paisagens dobradas, rochas metamórficas com estruturas bem marcadas). Os braquianticlinais foram gerados pela ação de rochas intrusivas plutônicas que formam o núcleo destas estruturas. O núcleo é composto por granitos da subprovíncia Tocantins e os flancos por rochas do grupo Serra da Mesa (calcixistos, calcáreos e quartzitos).
A altitude média do município é de 598 metros, tendo como altitude mínima aproximadamente 280 metros na foz do Ribeirão Mucambão no Rio Maranhão e altitude máxima de aproximadamente 790 metros no cume da Serra de Cana Brava. Já o perímetro urbano da cidade de Minaçu se encontra em uma altitude que varia entre 333 á 403 metros. Por causa de seu relevo acidentado em grande parte do município, é inviável a mecanização agrícola.

### Localização
Está situado no extremo norte do Estado de Goiás, entre coordenadas geográficas 12º e 15º de latitude sul e os meridianos 48º e 51º de longitude oeste. Limita-se com os municípios de Campinaçu, Formoso de Goiás, Campinorte, Cavalcante, Colinas do Sul, Montividiu do Norte e Trombas, bem como com os municípios de Palmeirópolis, Paranã e Jaú do Tocantins, ambos no Estado de Tocantins. Está situado à 471 km de Goiânia, 370 km de Brasília e à 530 km de Palmas.

### Hidrografia
Pertence à Bacia Hidrográfica do Tocantins-Araguaia, mais especificamente na Região do Alto Tocantins possuindo como principal curso d'água o Rio Maranhão (afluente do Rio Tocantins) que serve como divisor natural com os municípios de Colinas do Sul, Cavalcante e Paranã, existindo ainda diversos afluentes: Ribeirão Boa Nova, Rio Bonito, Rio Canabrava, Ribeirão Dois de Junho e Ribeirão Mucambão, divisa natural entre Minaçu e Palmeirópolis.

## Infraestrutura

### Rodovias
O município de Minaçu é cortado pelas rodovias:
- GO-241: com pavimento em ótimo estado de conservação no sentido oeste ligando o município a outras importantes cidades do Norte Goiano como Porangatu, Uruaçu, São Miguel do Araguaia e á rodovia BR-153. No sentido leste, ainda não há pavimentação no trecho que liga o município ao Lago de Cana Brava e ás cidades de Cavalcante, Teresina de Goiás e Nova Roma;
- GO-132: majoritariamente pavimentada ligando no sentindo norte às cidades do Estado do Tocantins, entre elas Palmeirópolis, São Salvador, Paranã, Jaú do Tocantins, Peixe, Natividade, Gurupi e Palmas. No sentido sul faz ligação á Colinas do Sul, ao Parque Nacional da Chapada dos Veadeiros, grande parte do Lago de Serra da Mesa, Niquelândia, Brasília, Anápolis e Goiânia;
- GO-464 pavimentada no trecho que liga a cidade ao Lago e a Usina Hidrelétrica de Cana Brava, porém a partir dos acessos aos municípios de Cavalcante e de Paranã não há pavimento;
- Municipal dando acesso a Usina Hidrelétrica de Serra da Mesa totalmente pavimentada.

O município conta também com diversas outras estradas municipais que são rotas utilizadas pelos agricultores e pecuaristas locais.

### Aeroporto Municipal
Minaçu conta com um aeroporto moderno e compacto, com pista asfaltada de 1.340 metros de comprimento por 30 metros de largura, situado á 3 km do centro da cidade, pertencente ao governo local e é utilizado tanto para voos particulares quanto para voos de órgãos públicos.

## Educação
No último levantamento realizado pelo IBGE a taxa de escolarização de 6 a 14 anos de idade era de 98,6%. Na comparação com outros municípios do estado, ficava na posição 62 de 246. Já na comparação com municípios de todo o país, ficava na posição 1139 de 5570. Em relação ao IDEB, no ano de 2021, o IDEB para os anos iniciais do ensino fundamental na rede pública era 6,1 e para os anos finais, de 5,4. Na comparação com outros municípios do estado, ficava nas posições 70 e 66 de 246. Já na comparação com municípios de todo o país, ficava nas posições 1275 e 793 de 5570.
O município conta com um total de 26 instituições de ensino: das quais 17 são de ensino fundamental, 6 de ensino médio, 1 de ensino técnico, o Senai, além de 2 instituições de ensino superior: a UEG (Universidade Estadual de Goiás) e algumas pequenas faculdades de modalidades EAD.

## Economia
Destaca-se na economia de Minaçu o setor da indústria, encabeçado pela empresa Eletrobrás Furnas que opera a Usina Hidrelétrica Serra da Mesa, a empresa Engie que opera a Usina Hidrelétrica de Cana Brava, a mineradora Sama (pertencente ao Grupo Eternit) que extrai Amianto da mina de Cana Brava, a Mineradora Serra Verde que extrai Terras Raras da mina do Pela Ema, além do Comércio, Agronegócio, Piscicultura e o Turismo.

### Mineração de Amianto
Até o final dos anos 1930, o Brasil importava todo o amianto que consumia, quando no início da década de 1940, começaram as primeiras pesquisas na busca pelo minério, encontrando apenas pequenas jazidas.
Esse quadro mudou em 1959, com a fundação da Mineração de Amianto Sama S.A, sucedida pela descoberta da jazida que deu ao Brasil a auto suficiência no setor, em 28 de abril 1962. Após vencer grandes dificuldades, se deslocando por três dias á cavalo de Campinaçu até o local onde se encontrava a jazida, a expedição geológica liderada pelo Geólogo polonês Dr. Joseph Paul Milewski, chegou à região da Serra de Cana Brava. O objetivo da viagem era confirmar informações de um comerciante de Trombas, Pedro Paraná, sobre a existência na região de estranhas pedras "cabeludas".
Com a confirmação da existência da jazida pelo Sr. Milewski, esse informou aos proprietários das terras onde se encontrava a jazida, que era necessário grande investimento para extrair o amianto, inclusive uso de maquinário pesado, a partir daí, o geólogo já planejava adquirir as propriedades correspondentes as áreas do depósito, além de oferecer trabalho aos proprietários das terras para que estes construíssem um acampamento com casas, escritórios, estradas e uma pista de pouso para facilitar o acesso ao local, que era muito dificultoso até então.
Hoje, mais de seis décadas após a descoberta da jazida o Grupo Eternit (Sama) continua realizando a extração do Amianto Crisotila da Mina de Cana Brava, que fica localizada ao lado do perímetro urbano, a margem esquerda do Lago de Cana Brava, ocupando uma área total de 45 quilômetros quadrados (4.500 hta), sendo destinada dessa área, aproximadamente, 20% à Mineração, 10% ao reflorestamento e 70% representa a reserva natural de vegetação nativa. O amianto tornou Minaçu um dos municípios mais ricos do Estado de Goiás.
O parque industrial da Sama tem capacidade para produzir 20% de toda a fibra de amianto crisotila comercializada no mundo. Atualmente é a única mina de Amianto no Brasil e a terceira maior do mundo, perdendo apenas para as plantas mineradoras da Rússia e do Canadá. Apesar de sua proibição em vários países do mundo, a matéria-prima oriunda da exploração é usada na construção de telhas, caixas d'água, peças automotivas, divisórias, pisos vinílicos, tubulações, vasos de decoração, fitas de isolamento térmico, gaxetas, chapas de revestimento, tecidos isolantes e outros produtos.
A Sama já alcançou o recorde de produção anual de 255.104 toneladas em 2005, sendo que a planta tem capacidade de produzir 300.000 toneladas ao ano. A matéria prima continua sendo exportada para países como os Estados Unidos, Japão, Índia, Indonésia, Irã, México, Emirados Árabes Unidos, Colômbia, Tailândia, Nigéria entre diversos países ao redor do mundo. Com tudo isso a cidade se beneficia da geração de empregos, criação de mão de obra qualificada e arrecadação de tributos.
Desde o início da Guerra Russo-Ucraniana, devido as sanções feitas contra Rússia (que é a maior exportadora de amianto do mundo) muitos países estão buscando o amianto brasileiro, alavancando ainda mais a extração e a produção do amianto no Brasil. No ano de 2023, foram vendidas quase 190.000 toneladas do minério, uma alta de quase 60% em comparação ao ano de 2018, no qual foram vendidas cerca de 119.000 toneladas de amianto.

### Ameaça de Fechamento
Em 2017, o STF, determinou a proibição da exploração, extração, produção e venda do amianto no Brasil. Devido á proibição a mineradora Sama teve suas atividades paralisadas em 2019, levando a demissão em massa de mais de 400 funcionários. No entanto, o Governo do Estado de Goiás sancionou a Lei nº 20.514/2019 autorizando a extração e o beneficiamento do amianto crisotila somente para fins de exportação. A mineradora anunciou a retomada das suas atividades após a publicação da lei estadual que autoriza o seu funcionamento. Outras liminares da justiça chegaram a parar as atividades da mina novamente por poucos dias, porém o STF autorizou o funcionamento da mina até que a lei criada pelo Governo do Estado de Goiás, que autoriza a extração e a exportação do minério seja julgada constitucional. No dia 15 de agosto de 2024, a Assembleia Legislativa de Goiás, criou a Lei nº 22.932, que decreta um prazo de 5 anos para o encerramento das atividades de exploração e beneficiamento na mina.

### Mineração de Terras Raras
No município de Minaçu também está localizada a primeira mina de Terras Raras do Brasil, que esta sendo explorada pela Serra Verde Pesquisa e Mineração. A mina é um grande depósito, para exploração de longo prazo, contendo uma proporção elevada de elementos de terras raras pesados e leves de alto valor, principalmente neodímio (Nd), praseodímio (Pr), térbio (Tb) e disprósio (Dy), que são fundamentais para a transição energética.
O depósito está localizado na região do Pela Ema, distante 40 km da cidade de Minaçu, e trata-se de um grande depósito de elementos de terras-raras de argila iônica. As argilas iônicas podem ser extraídas com técnicas de mineração a céu aberto de baixo custo e processadas usando tecnologias simples, sem produtos químicos perigosos, britagem, moagem ou lixiviação ácida. Como resultado, os impactos ambientais são menores do que em outras operações de terras raras.
Com as atividades de pesquisa tendo sido iniciadas em 2010 em março do mesmo ano, foram apresentados pedidos de exploração à ANM (Agência Nacional de Mineração) abrangendo 23 áreas entre os estados de Goiás e Tocantins, com o objetivo de melhor compreender o potencial geológico da área. A Mineração Serra Verde anunciou no inicio do ano de 2024, que iniciou a produção comercial do concentrado misto de terras raras Fase I. Uma vez que atingir a produção total, espera-se que a Serra Verde produza, pelo menos, 5.000 toneladas por ano de óxido de terras raras, utilizado na fabricação de muitos produtos de alta tecnologia, como super ímãs, motores de avião, televisores, computadores, tablets, smartphones, lâmpadas de LED e fluorescentes, mísseis, baterias e geradores de turbinas eólicas. Ao todo, já foram investidos mais de US$ 170.000.000,00 no projeto.
A mina do Pela Ema, além de ser a primeira mina a produzir em larga escala o composto de Terras Raras, é um dos poucos, e um dos maiores depósitos de argila iônica fora da Ásia, com importantes vantagens competitivas e ambientais devido à natureza do depósito, impactos ambientais relativamente baixos e localização em área tradicionalmente minerária, próxima a infraestrutura de energia renovável. Além do depósito de Terras Raras explorado em Minaçu pela Serra Verde Pesquisa e Mineração, existe ainda uma pesquisa em andamento sendo realizada pela empresa chilena Aclara Resources no município de Nova Roma, á cerca de 350 km de Minaçu, tornando a região uma referência na exploração mineral.

### Turismo
Os principais pontos turísticos de Minaçu, são o Lago da Usina Hidrelétrica de Serra da Mesa localizado na extremidade sul do município, ocupando uma área que correspondendo á 1,7% da área total do município, isto é  47,7 km²,  e 2,7% da área total do reservatório, que é de 1.784 km²; o Lago da Usina Hidrelétrica de Cana Brava, a Praia do Sol, a Cachoeira do Jorge, a Cachoeira Curralinho, Cachoeira do Carmo, Cachoeira da Saudade, o Poço do Sabino, o Rio Maranhão, além de diversas grutas existentes na região. Vale destacar que o município está situado á aproximadamente uma hora do Parque Nacional da Chapada dos Veadeiros.

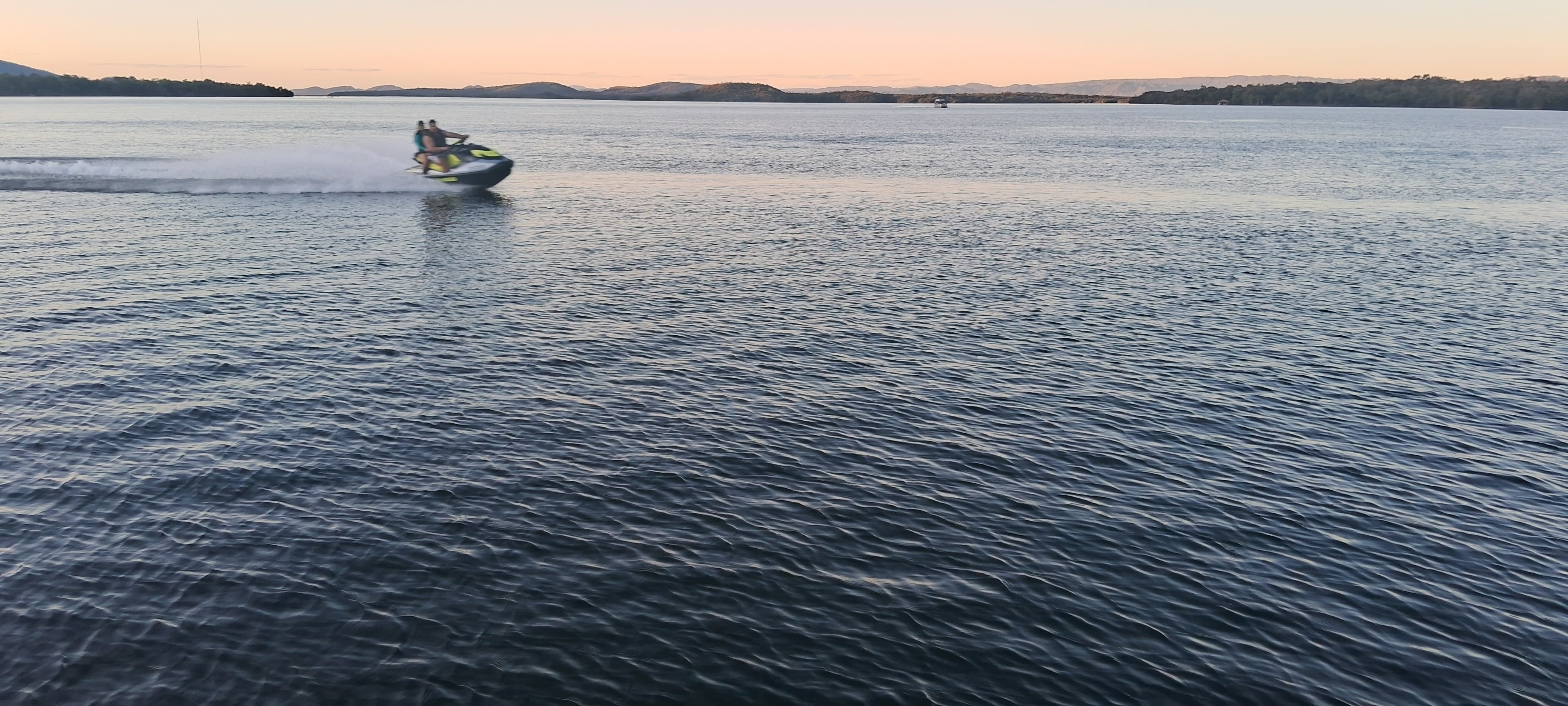
Lago de Cana Brava visto da Praia do Sol.

### Piscicultura
A produção de peixes em Minaçu, vem se destacando em Goiás e no Brasil. Atualmente o município produz em torno de 2.500 toneladas de peixes por ano, com cerca de 200 licenças ambientais, incluindo tanques escavados e tanques redes no Lago de Cana Brava, com cerca de 40 aquicultores produzindo para o mercado local e para cidades fora do Estado, entre elas Belém, São Paulo, Brasília e Belo Horizonte.
A iniciativa privada em uma parceria com Governo de Goiás vem ampliando gradativamente a produção local de pescado com o objetivo de alcançar a produção de até 3 milhões de toneladas anuais de peixe e construir um frigorífico de grande porte na cidade, possibilitando a geração de empregos, e a ampliação do mercado no território nacional e posteriormente a exportação.

## Poderes Municipais
- Poder Executivo: o ex-deputado federal e ex-deputado estadual Carlos Alberto Leréia é o atual prefeito de Minaçu.[33]

| Posição | Nome do Prefeito                               | Nome do Vice-Prefeito                 | Período        |
| ------- | ---------------------------------------------- | ------------------------------------- | -------------- |
| 1º      | José Albino Ferreira                           | Aureliano Martins Mota                | 1977 - 1982    |
| 2º      | Dr. Ednaldo Barbosa Machado                    | Arnaldo Barbosa de Castro             | 1983 - 1988    |
| 3º      | Francisco da Silva Rocha                       | José Albino Ferreira                  | 1989 - 1992    |
| 4º      | Dr. Ednaldo Barbosa Machado                    | Joaquim da Silva Pires                | 1993 - 1996    |
| 5º      | Cícero Romão Rodrigues                         | Carlos Alberto Leréia                 | 1997 - 2000    |
| 6º      | Joaquim da Silva Pires                         | Admilson Seabra Campos                | 2001 - 2004    |
| 7º      | Joaquim da Silva Pires                         | Antônio Rivaldo Gonçalves de Oliveira | 2005 - 2008    |
| 8º      | Cícero Romão Rodrigues                         | Sivaldo Pereira Nunes                 | 2009 - 2012    |
| 9º      | Maurídes Rodrigues Nascimento                  | Líria Angela de Sene                  | 2013 - 2016    |
| 10º     | Nick Barbosa                                   | Zilmar Charalabopoulos Duarte         | 2017- 05/2019  |
| 12º     | Zilmar Charalabopoulos Duarte (vice empossado) | vice empossado                        | 05-2019 - 2020 |
| 13º     | Carlos Alberto Leréia                          | Ian George Carvalho                   | 2021 - 2028    |

Em 04 de junho de 2009 o vereador Presidente Admilson Seabra Campos, Presidente da Câmara Municipal assume a Prefeitura Municipal pelo  Processo Eleitoral de afastamento do Prefeito Cícero Romão Rodrigues, que foi afastado pela Justiça Eleitoral de Minaçu, permanecendo à frente do executivo interinamente até o dia 10 de junho de 2009, quando o Prefeito Cícero Romão retornou ao cargo. O vereador Admilson Seabra Campos retornou à Presidência da Câmera, assumida interinamente pelo Vice-Presidente Gesse Coelho da Silva Barros.
Em 05 de abril de 2016, o prefeito Maurides Rodrigues foi preso em uma ação que apurava fraudes em licitações do município. Além do prefeito, seu filho e mais 8 pessoas foram presas suspeitas de envolvimento no esquema. A operação denominada Bonifrate, além dos mandados de condução coercitiva, a operação cumpriu 11 mandados de busca e apreensão feitas na prefeitura e em empresas suspeitas de envolvimento no esquema, recolhendo computadores, documentos e sendo encontrado ate uma arma de fogo, que foram apreendidos e usados nas investigações. A vice-prefeita Líria de Sene, assumiu a prefeitura interinamente ate o fim das investigações.
Em 01 de maio de 2019, o prefeito Nick Barbosa teve seu mandato como prefeito cassado, após ser denunciado por contratação de funcionários fantasmas e por utilizar funcionários públicos para fazer serviços privados. No dia 02 de maio de 2019, o vice-prefeito Zilmar Charalabopoulos Duarte foi empossado como prefeito pela Câmara de Vereadores.
- Poder Legislativo: Gilvania Márcia é a atual presidente da câmara municipal, que é composta ao todo por 11 vereadores.[38]
- Poder Judiciário: a comarca de Minaçu engloba o município de Minaçu e de Campinaçu, e atualmente conta com um Juiz Titular  e uma Juíza Substituta.[39]

## Cultura
A festa da pecuária de Minaçu é realizada no dia 14 de maio, data em que se comemora o aniversário da cidade onde se realiza exposição de animais (venda de bovinos e equinos). A festa conta com tendas (alimentação, jogos e lazer) instaladas por todo parque de exposição, tendo entrada franca. Nos dias da festa todos os hotéis da cidade ficam lotados. Além dos cantores nacionais, participam da festa artistas da cidade.
Com a construção da Usina Hidrelétrica de Cana Brava, criou-se um grande lago artificial que margeia a cidade e no mesmo fora construída a Praia do Sol (ilha artificial) um dos maiores atrativos turísticos de Minaçu, onde em período de carnaval há turistas advindos dos mais variados lugares do país. O Lago de Serra da Mesa, atrai milhares de turistas todos os anos para a pratica de pesca esportiva de peixes, sendo o Tucunaré o peixe mais procurado por pescadores.

## Munícipes ilustres
- Marcos Paulo Ribeiro de Morais mais conhecido como Marcão do Povo atual apresentador do telejornal Tá na Hora do SBT;
- Daniel e Samuel é uma dupla brasileira de música cristã contemporânea. Formada pelos irmãos Daniel Santos e Samuel Santos, ambos naturais de Minaçu;
- Max e Luan, que são donos dos hits "Mendigando Amor", "Castigando", "Petulância" e "Vestido Coladinho", também são naturais de Minaçu.[41]